# We Can Talk
«We Can Talk» es una canción del grupo norteamericano The Band, publicada en el álbum de estudio Music from Big Pink (1968). La canción, que abre la segunda cara del álbum debut del grupo, fue compuesta por Richard Manuel e incluye la voz de los tres principales vocalistas del grupo (Manuel, Levon Helm y Rick Danko) a turnos casi iguales.
La canción muestra fragmentos de conversaciones sin relación entre los miembros del grupo. Al respecto, Helm escribió en This Wheel's on Fire: «Es una canción divertida que capta realmente el modo en que nos hablábamos, con un montón de rimas y juegos de palabras extravagantes».
«We Can Talk» fue incluida a menudo en los primeros conciertos del grupo, incluyendo su participación en el Festival de Woodstock y en el Festival de la Isla de Wight, si bien no volvieron a interpretarla hasta 1971.

## Personal
- Robbie Robertson: guitarra eléctrica
- Garth Hudson: órgano Lowrey
- Levon Helm: batería y voz
- Richard Manuel: piano y voz
- Rick Danko: bajo y voz